# 間接参照
間接参照（かんせつさんしょう、英: indirectionもしくは英: indirection reference）とは、コンピュータのプログラミング、特にプログラミング言語において、ある値 (value) を、値そのものによってではなく、名前 (name) や参照 (reference) などにより間接的に指し示すこと、およびその参照自身のことや、それを参照して操作することである。
英語の direct は「指示する」「直接の」という意味があり、indirect は「間接的な」という意味がある。また、indirection は「遠回り」「回り道」という意味がある。通例「参照」という日本語は英語の reference に対応するが、プログラミングの用語および規格の文脈では indirection の一語だけでも「間接参照」を意味する。また、デリファレンス（dereference）とは、参照元から参照先の値を得ることを特に指す語で、「参照外し」とも呼ばれるが、デリファレンスのことを間接参照ということもある。C言語の規格 ISO/IEC 9899 および JIS X3010 では、後述する間接演算子*によるデリファレンスのことをそれぞれ indirection および間接参照と呼んでいる。C++の規格 ISO/IEC 14882 および JIS X3014 や、C#の規格 ECMA-334、ISO/IEC 23270 および JIS X3015 においても同様である。dereference は、しばしば「逆参照」とも訳されている。

## 概要
以下、C言語を例に説明する。なお、標準規格では「〜へのポインタ」等として、「アドレス」と直接的に表現するのを避けていることがあるが、ここでは一般的な解釈すなわちポインタはアドレスとする。
C言語では、単項&演算子すなわちアドレス演算子 (address-of operator) を、変数名や関数名など左辺値（代入できるとは限らない）を与える式に作用させると、その式が表すものを指すアドレスを得られる。このアドレスは、対応するポインタ型の変数に、その値として代入したりできる。
単項*演算子すなわち間接演算子 (indirection operator) は、デリファレンスを行う演算子である。前述のアドレスを表す式の前に間接演算子を付けると、それを解決（間接参照）して、その指しているもの（の左辺値）を得られる。
間接参照は、実装上のテクニックにとどまるものではなく、たとえばデビッド・ホイーラーによる格言 "All problems in computer science can be solved by another level of indirection." が示すように、問題の解決のためにしばしば必要なものである。

## 実際の例
- 宣言

```
int
 
*
p
;
 
/* 「int型へのポインタ型」の変数 p を定義。 */

int
 
x
;
 
/* int型の変数 x を定義。 */

```

- 間接参照

```
/* ポインタ型の変数 p によって、変数 x を間接参照している。 */

p
 
=
 
&
x
;

*
p
 
=
 
10
;

/* 結果として、x == 10 となる。 */

```

## 多重間接参照
C言語では、ポインタ型の変数などに対しても同様に、それを指すポインタを定義することができる。これを多重間接参照 (multiple indirection) と呼ぶ。ポインタへのポインタは二重間接参照 (double indirection) と呼ばれ、俗にダブルポインタとも言う。たとえば構造体Tや文字列char[]の配列をソートするとき、構造体や文字列のコピーにかかるコストを避けるため、構造体や文字列の配列を直接操作するのではなく、かわりに構造体を指すポインタの配列や、文字列先頭要素を指すポインタの配列をソートする、ということを行なうことがある。このソート操作の際に、ポインタを指すポインタを使う。このような強力なポインタの機能がC言語の強みであると同時に、エスケープ解析などの静的コード解析を難しくしてもいる。
Pascalでも同様に可能であり、初期のMacintoshのAPIにおいて、メモリ管理をしやすくするために、「ハンドル」と呼ぶ、ポインタへのポインタを使用していた（参考: en:Mac OS memory management#Fragmentation）。
さらに、「ポインタのポインタのポインタ」「ポインタのポインタのポインタのポインタ」など、いくらでも定義することができるが、通常は必要がないため利用されない。
- ポインタへのポインタの例

```
int
 
**
pp
;

int
 
*
p
;

int
 
x
;

p
 
=
 
&
x
;

pp
 
=
 
&
p
;

**
pp
 
=
 
10
;

```